# Grairie
Sous l'Ancien Régime, certaines forêts étaient astreintes envers le roi à payer un droit de grairie. La grairie ne se confondait pas avec la gruerie qui portait sur le produit. La grairie s'appliquait au fonds lui-même, la gruerie sur le produit de ce fonds.